# Tualang (Padang Hulu)
Tualang is een bestuurslaag in het regentschap Tebing Tinggi van de provincie Noord-Sumatra, Indonesië. Tualang telt 5327 inwoners (volkstelling 2010).